# گراس، اتریش
گراس  (به آلمانی: Geras) یک شهر در اتریش است که در ناحیه هورن واقع شده‌است. گراس  ۱٬۴۳۳ نفر جمعیت دارد.